# François Adriaan van Rosevelt Cateau
François Adriaan van Rosevelt Cateau (gedoopt Ravenstein, 5 januari 1756 – Middelburg, 26 november 1820) was een politicus ten tijde van de Bataafse Republiek.

## Familie
Van Rosevelt Cateau was een zoon van Dingenus van Rosevelt, notaris in Middelburg, en Maria Cateau. Hij huwde viermaal, achtereenvolgens met Susanna Elisabeth Milet, Elisabeth Maria Kroef, Christina Boers en Johanna Maria Theesing. Uit deze huwelijken werden in totaal acht kinderen geboren. Een van zijn kleinzonen was Johan Cateau van Rosevelt.

## Loopbaan
Van Rosevelt Cateau studeerde Romeins en hedendaags recht aan de Leidse Hogeschool en promoveerde in 1776 op zijn dissertatie de testamentis. Hij was reder in Vlissingen en woonde in het Beeldenhuis. Zijn schepen voeren voornamelijk op Demerary en Essequebo. Hij had meerdere keren zitting in het stadsbestuur en was schepen, raad, pensionaris en burgemeester (1795-1802).
Vanaf 1795 was hij lid van de Vergadering van provisionele representanten van het Volk van Zeeland. Verder was hij lid van de Tweede Nationale Vergadering (1797-1798), lid van de Constituerende Vergadering (1798) en lid en voorzitter van de Eerste Kamer (1798) van het Vertegenwoordigend Lichaam. Na de staatsgreep van 12 juni 1798 werd hij gevangengenomen en vervolgens gevangen gehouden, eerst op Huis ten Bosch en vervolgens te Nieuwerkerk aan den IJssel. Hij werd bij besluit van 18 augustus 1798 vrijgelaten, maar zijn politieke rol was uitgespeeld.
Van Rosevelt Cateau overleed in 1820, op 64-jarige leeftijd.
- Biografisch Portaal: 38940367
- International Standard Name Identifier: 0000 0003 9461 0696
- Nederlandse Thesaurus van Auteursnamen: 300338031
- Parlement.com: vg09llwc9fyt
- Virtual International Authority File: 289145285
- WorldCat: E39PBJbRk3wrQvtRJCtm4mxRrq